# Bredareds Golfklubb
Bredareds Golfklubb är en golfklubb i Västergötland med en 18 hålsbana.

## Historia
Bredareds Golfklubb grundades i Bredared utanför Borås 1992. Klubben växte successivt från 3-, 6- till en 9 hålsbana. År 2001 var banan utbyggd till 18 hål vilket den fortfarande har. För inte så länge sedan byggde klubben ett nytt klubbhus som nu bl.a. finns golfshop, cafeteria, utbildningsrum och omklädningsrum i. Nu[när?] har klubben drygt 1400 aktiva medlemmar (1050 Seniorer och 350 juniorer). 2007 utsågs klubben till Årets golfklubb för juniorer.